# Бутырки (Ульяновск)
Бутырки — посёлок, упразднённый в 1920 году, ныне микрорайон «Бутырки» Ленинского района Ульяновска.

## География
Бутырки — микрорайон, расположенный южнее Старого городского кладбища. Простирающийся вдоль реки Свияга, с юга, от улицы Набержная реки Свияга — Ульяновского автомеханического техникума и Иудейского кладбища, на север — до улицы Карла Маркса и моста через Свиягу. Располагается на улицах Старосвияжский Пригород (до 1950 — Старые Бутырки) и Новосвияжский Пригород (до 1950 — Новые Бутырки).

## История

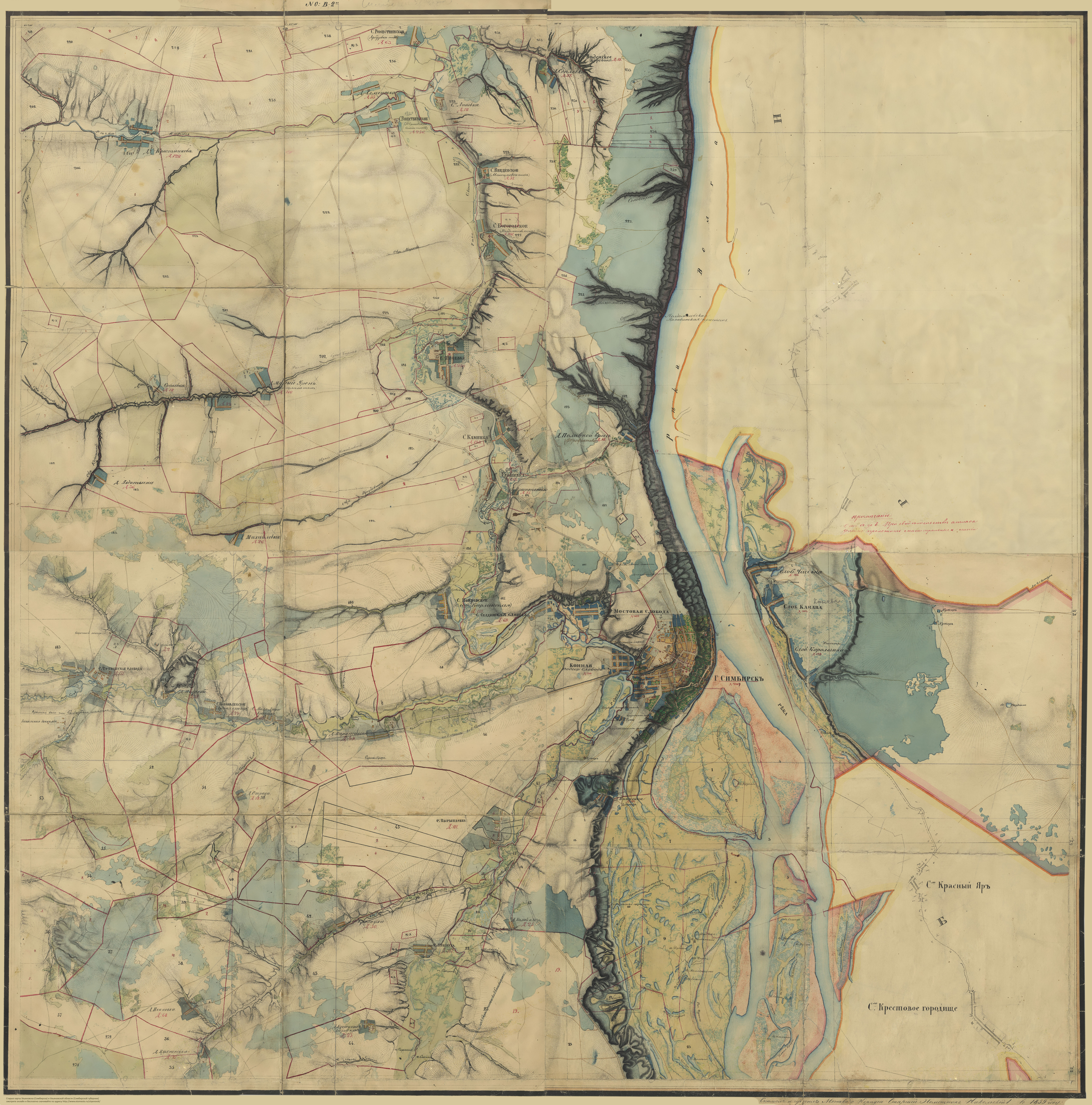
Карта 1859 г. с указанием расположения Конно-Подгородной Слободы, а напротив, через р. Свиягу, Кирпичный сарай — будущие Бутырки.

Посёлок «Бутырки» — один из исторических окраин Симбирска. Основан в 1908 году, вместе с посёлком Куликовка. Но заселятся здесь начали со второй половины XIX века, когда здесь открыли Кирпичный сарай (Кирпичный завод). В 1868 году у Конно-Подгородной слободы, под Новое кладбище, городом были выкуплены земли, а на порожних землях, вдоль кладбища, стали подселятся люди.
В начале XX века здесь жили в основном бедные кустари, ремесленники, ломовые и легковые извозчики.
На 1913 год посёлок «Бутырки», близ г. Симбирска, находился в Сельдинской волости Симбирского уезда Симбирской губернии.
В 1920 году посёлок вошёл в состав города.
7 ноября 1927 года в двухэтажном здании бывшей канцелярии мельницы Липатова открылась изба-читальня, на базе которой в 1938 году открылась первая городская библиотека.
В 1937 году, во время массовых репрессий, здесь хоронили трупы священнослужителей.
С основанием посёлка здесь происходят оползни. Особенно сильный оползень произошёл в 1961 году, названный «Большой Бутырский оползень», когда в результате схода грунта пострадало более 200 строений, 20 из которых ушли под землю за несколько часов. Свою активность он показывал и в 1979 году. Тогда власти города людей из этой зоны расселили в микрорайон «Пески», а часть домов осталась под дачи. Но со временем сюда вновь стали подселятся люди. Основная часть построек официально не зарегистрирована и люди продолжают в них жить. 7 июля 2017 года оползень вновь разрушил и повредил значительную часть домов на улицах Старосвияжский и Новосвияжский Пригород.
С 2000 года в микрорайоне действует Древлеправославная Поморская церковь (ул. Старосвияжский Пригород, 13).

## Население
- На 1913 год в посёлке «Бутырки» в 150 дворах жило: 350 мужчин и 400 женщин[5].

## Известные жители
- Здесь жил воин Первой мировой войны Георгиевский кавалер Иосиф Антонович Варламов (1885—1957)[12];

## Галерея

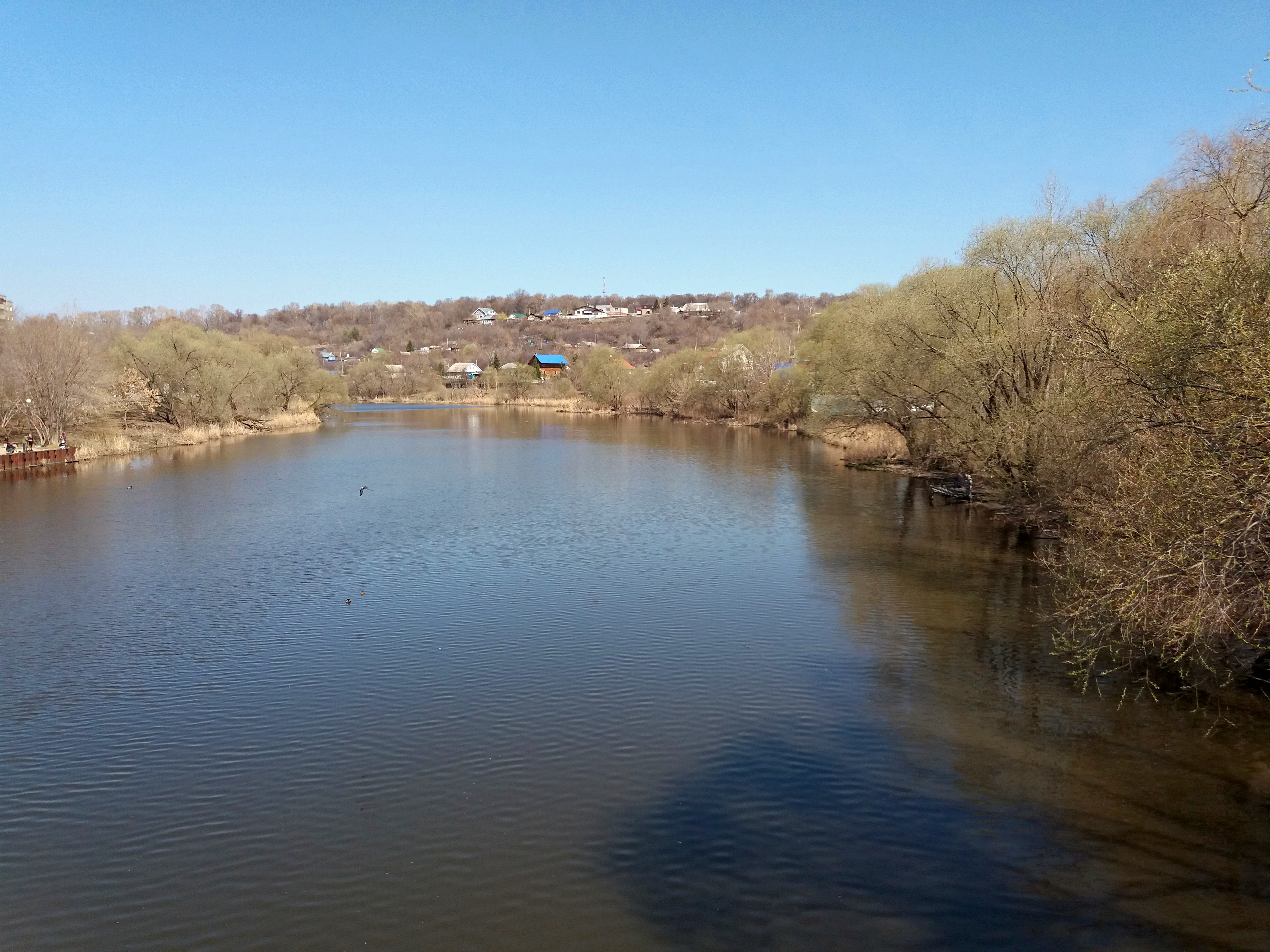
Микрорайон «Бутырки».
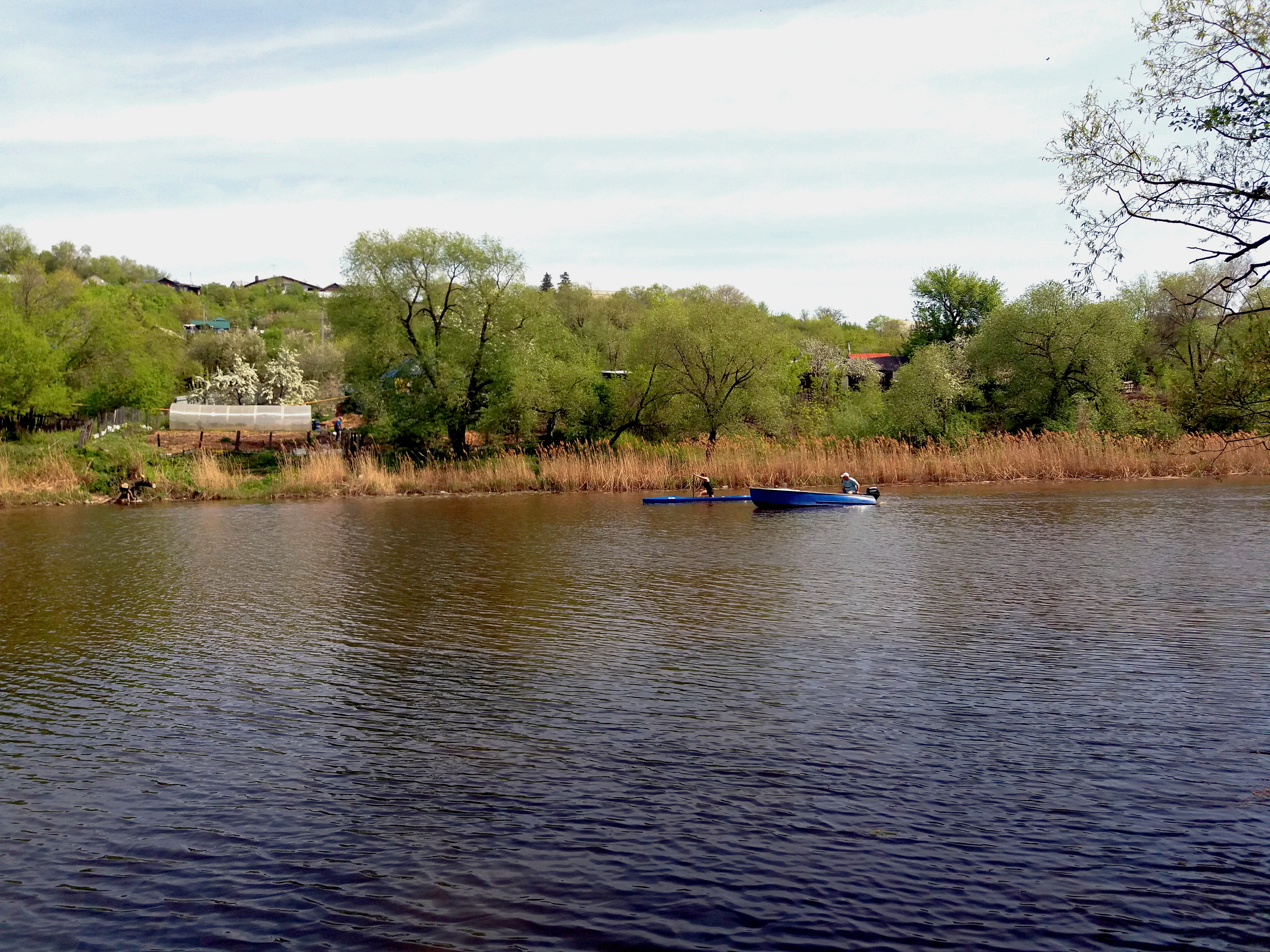
На Свияге, вдоль Бутырок.
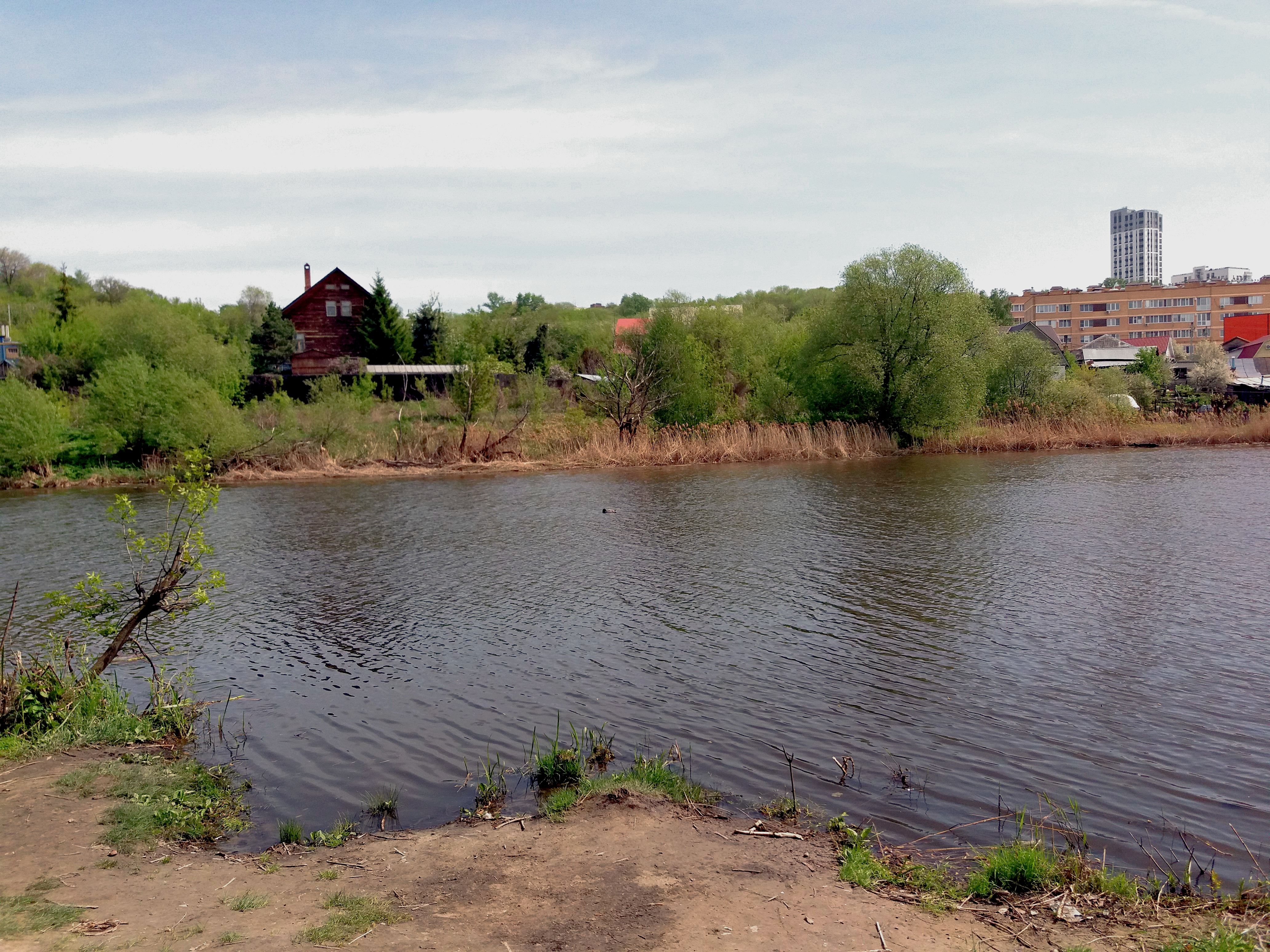
Начало Бутырок.
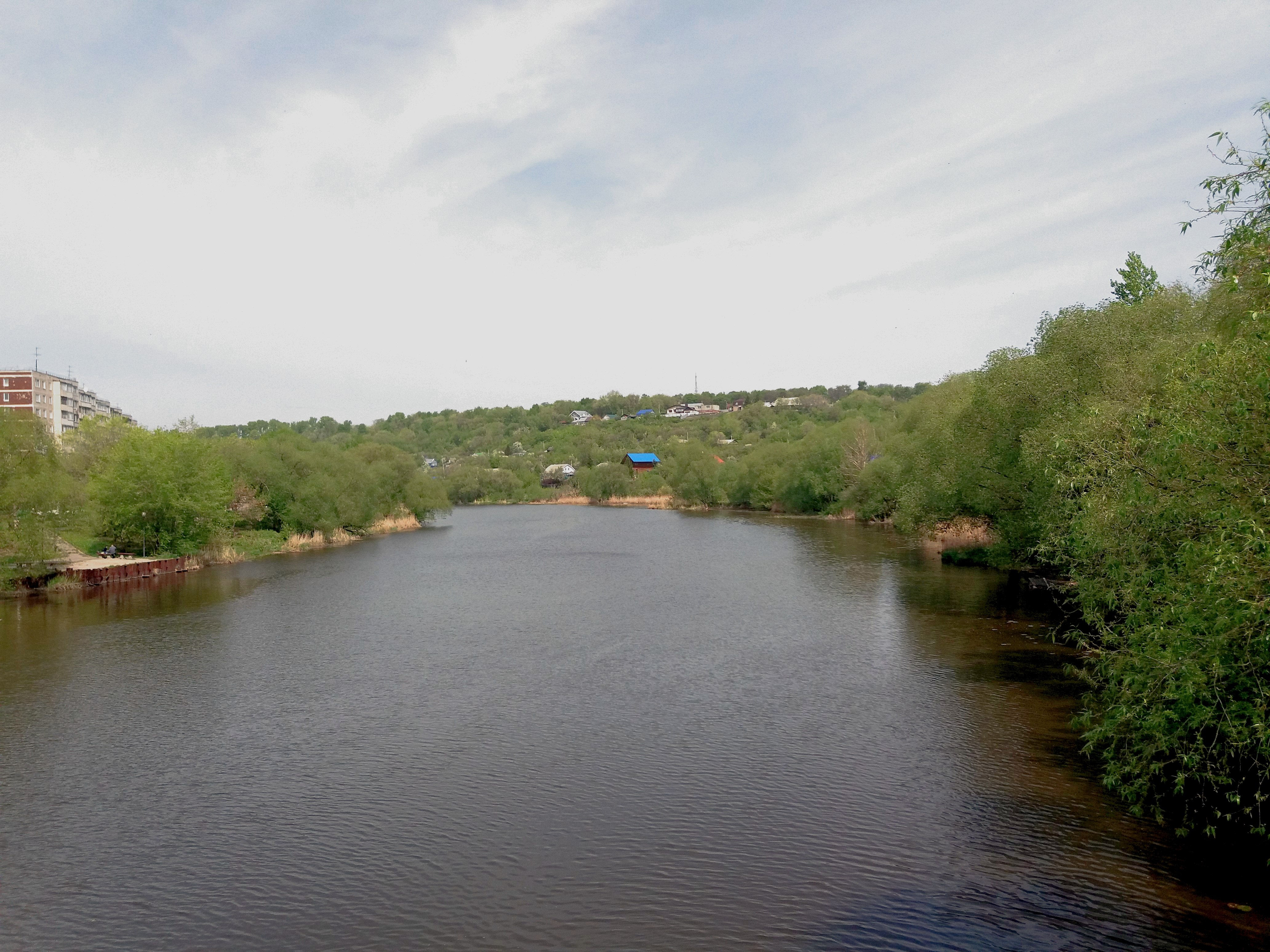
Весна. Бутырки.